# وطن: العراق السنة صفر
«وطن (العراق سنة صفر)»
فيلم وثائقي طويل (خمسة ساعات ونصف) للمخرج العراقي عباس فاضل, يتناول الحياة اليومية في العراق قبل وبعد الاحتلال الأميريكي سنة 2003.
الجزء الأول بعنوان : قبل السقوط
الجزء الثاني بعنوان : بعد المعركة

## مهرجانات وجوائز
- جائزة أفضل فيلم في المسابقة الدولية لمهرجان رؤى الواقع (أبريل 2015).

- صحيفه سويس انفو
- صحيفه جمهورية
- صحيفه الأخبار

## وصلات
- وطن: العراق السنة صفر على موقع IMDb (الإنجليزية)
- وطن: العراق السنة صفر على موقع ميتاكريتيك (الإنجليزية)
- وطن: العراق السنة صفر على موقع روتن توميتوز (الإنجليزية)
- وطن: العراق السنة صفر على موقع قاعدة بيانات الأفلام العربية
- وطن: العراق السنة صفر على موقع ألو سيني (الفرنسية)
- وطن: العراق السنة صفر على موقع أول موفي (الإنجليزية)
- وطن: العراق السنة صفر على موقع بوكس أوفيس موجو (الإنجليزية)
- وطن: العراق السنة صفر على موقع فيلمافينيتي (الإسبانية)
- وطن: العراق السنة صفر على موقع قاعدة بيانات الفيلم (الإنجليزية)
- وطن: العراق السنة صفر على موقع ليتربوكسد (الإنجليزية)
- موقع الفيلم الرسمي
- العرض الدعائي لفيلم «وطن(العراق سنة صفر)»
- Interview with Abbas Fahdel